# 122 a. C.
El año 122 a. C. fue un año del calendario romano prejuliano. En el Imperio romano, fue conocido como el año 632 Ab Urbe condita.

## Acontecimientos
- Marco Fulvio Flaco y Cayo Sempronio Graco son nombrados tribunos y proponen una serie de reformas en la Antigua Roma.

## Nacimientos
- Quinto Sertorio, político y militar romano.

## Fallecimientos
- Liu An, rey de Huainan.

- Datos: Q44259